# Sumulael
Sumulael (Sûmû-la-El) geschreven als Su-mu-la-el2 of Su-mu-la-el3 was een Amoritische koning van Babylon.
Sumulael (regeerde van 1880 - 1845 v.Chr. (middenchronologie) volgde volgens de traditionele lijsten Sumu-abum (die niet diens vader was) in 1880 op als 2e koning van Babylon. Echter in documenten uit Tell ed-Dēr worden Sumu-abum en Sumulael (en Immerum van Sippar) juist genoemd als tijdgenoten. En er zijn ook een aantal opmerkelijke parallellen tussen de eponiemen van beide vorsten. De ware toedracht is daarom niet helemaal duidelijk. maar het lijkt erop dat er nog niet echt een centrale heerser was, maar dat vorsten als Sumu-abum en Sumulael betrokken waren bij een stelsel van wederzijdse eden.
Sumulael voerde meerdere oorlogen tegen buurstaten (onder andere tegen Alumbiumu en Jahzir-El van Kazallu), waarbij hij de stad Kish veroverde. Sumulael wordt door sommigen als de stichter van het Babylonische Rijk beschouwd en Hammurabi beschouwde hem (en niet Sumu-abum) als zijn voorouder. Aan het einde van zijn regeringsperiode verdwijnen de wederzijdse eden, wat er op wijst dat hij nu vaster in het zadel zat